# Венгровський повіт
Венгрівський повіт (повят венґровський, пол. Powiat węgrowski) — один з 37 земських повітів Мазовецького воєводства Польщі. Утворений 1 січня 1999 року в результаті адміністративної реформи.

## Загальні дані
Повіт розташований у східній частині воєводства.
Адміністративний центр — місто Венгрів.
Станом на 1.01.2008 населення становить 67 411 осіб, площа 1222,3 км².

## Демографія
Демографічні дані повіту станом на 30.06.2005:
|       | Всього | Всього | Жінки  | Жінки | Чоловіки | Чоловіки |
| ----- | ------ | ------ | ------ | ----- | -------- | -------- |
|       | осіб   | %      | осіб   | %     | осіб     | %        |
| Повіт | 68 105 | 100    | 34 223 | 50,3  | 33 882   | 49,7     |
| Міста | 18 979 | 100    | 9767   | 51,5  | 9212     | 48,5     |
| Села  | 49 126 | 100    | 24 456 | 49,8  | 24 670   | 50,2     |